# 山田村 (兵庫県神崎郡)
山田村（やまだむら）は、兵庫県神崎郡にあった村。現在の姫路市山田町各町にあたる。

## 地理
- 河川 ： 平田川

## 歴史
- 1889年（明治22年）4月1日 - 町村制の施行により、神東郡牧野村・西山田村・南山田村・北山田村・多田村の区域をもって発足。
- 1896年（明治29年）4月1日 - 所属郡が神崎郡に変更。
- 1956年（昭和31年）4月3日 - 船津村・豊富村と合併して神南町が発足。同日山田村廃止。